# Língua hmong
A língua hmong (RPA: Hmoob) ou mong (RPA: Moob) é o nome comum dado a um grupo de dialetos do ramo hmongico ocidental (chuanqiandiano), braço das línguas hmong-mien, falados pelos hmong de Sichuan, Yunnan, Guizhou, Guangxi, norte do Vietnã, Tailândia, e Laos. O número total de falantes dessa língua no mundo é estimado em mais de 4 milhões. Alguns dialetos são mutuamente inteligíveis ao passo que outros são tão distintos entre si que podem ser considerados línguas separadas.

## Fonologia
Os dois dialetos descritos são conhecidos como hmong branco (também chamado hmong der ou hmong daw) e mong verde (também chamado mong leng ou mong njua). Esses são os dois principais dialetos falados pelos hmong americanos. Apesar de mutuamente inteligíveis, esses dialetos diferem tanto em léxico quanto em certos aspectos da fonologia. Por exemplo, o mong verde não possui o som aspirado /m/ e o hmong branco possui uma terceira vogal nasalizada /ã/. O termo "hmong" é usado para incluir tanto o hmong der quanto o mong leng, embora alguns estudiosos sugerem um acordo para diferenciar esses dialetos, como: h'mong, mhong, ou (h)mong.

### Vogais
Sons vocálicos específicos do hmong branco e do hmong verde são mostrados nas seguintes tabelas abaixo com suas respectivas cores. Fonemas particulares de cada dialeto são mostrados nessas cores respectivamente:
| Monotongos | Oral    | Oral    | Oral     |         | Nasal   | Nasal    | Nasal |
| Monotongos | Frontal | Central | Anterior | Frontal | Central | Anterior |       |
| Fechada    | i       | ɨ       | u        |         |         |          |       |
| Média      | e       |         | ɔ        | ẽ       |         | ɔ̃        |       |
| Aberta     |         | a       |          |         | ã       |          |       |

| Ditongos                    | Fechada | Central |
| --------------------------- | ------- | ------- |
| Componente fechado frontal  | ai      | iə      |
| Componente fechado central  | aɨ      |         |
| Componente fechado anterior | au      | uə      |

### Consoantes
O hmong possui características fonológicas pouco familiares ao português, como aspiração, prenasalização, e lançamento lateral, para produzir contrastes fonêmicos. O inventário consonantal do hmong é mostrado na tabela abaixo. (Consoantes particulares ao hmong branco e mong verde são mostradas nessas cores respectivamente.)
|             |               | Bilabial                  | Bilabial                  | Bilabial | Bilabial | Labio- dental | Labio- dental | Dental  | Dental  | Dental | Dental | Retroflexa | Retroflexa | Palatal | Palatal | Velar | Velar | Uvular | Uvular | Glotal |  |
| Plana       | Plana         | Dental lançamento lateral | Dental lançamento lateral | Central  | Central  | Labio- dental | Labio- dental | Lateral | Lateral |        |        | Retroflexa | Retroflexa | Palatal | Palatal | Velar | Velar | Uvular | Uvular | Glotal |  |
| ----------- | ------------- | ------------------------- | ------------------------- | -------- | -------- | ------------- | ------------- | ------- | ------- | ------ | ------ | ---------- | ---------- | ------- | ------- | ----- | ----- | ------ | ------ | ------ |  |
| Nasal       | Nasal         | m                         | m̥                         | mˡ       | m̥ɬ       |               |               | n       | n̥       |        |        |            |            | ɲ       | ɲ̥       |       |       |        |        |        |  |
| Plosiva     | Muda          | p                         | pʰ                        | pˡ       | pɬ       |               |               | t       | tʰ      | tˡ     | tɬ     | ʈ          | ʈʰ         | c       | cʰ      | k     | kʰ    | q      | qʰ     | ʔ      |  |
| Plosiva     | Expressa      |                           |                           |          |          |               |               | d       | dʱ      |        |        |            |            |         |         |       |       |        |        |        |  |
| Plosiva     | Prenasalizada | mb                        | mbʱ                       | mbˡ      | mbɬ      |               |               | nd      | ndʱ     | ndˡ    | ndɬ    | ɳɖ         | ɳɖʱ        | ɲɟ      | ɲɟʱ     | ŋɡ    | ŋɡʱ   | ɴɢ     | ɴɢʱ    |        |  |
| Africada    | Muda          |                           |                           |          |          |               |               | ts      | tsʰ     |        |        | ʈʂ         | ʈʂʰ        |         |         |       |       |        |        |        |  |
| Africada    | Prenasalizada |                           |                           |          |          |               |               | ndz     | ndzʱ    |        |        | ɳɖʐ        | ɳɖʐʱ       |         |         |       |       |        |        |        |  |
| Fricativa   | Fricativa     |                           |                           |          |          | v             | f             |         | s       |        | ɬ      | ʐ          | ʂ          | ʝ       | ç       |       |       |        |        | h      |  |
| Aproximante | Aproximante   |                           |                           |          |          |               |               |         |         | l      |        |            |            |         |         |       |       |        |        |        |  |

### Estrutura silábica
As sílabas do hmong possuem uma estrutura muito simples: onsets silábicos são obrigatórios (exceto em poucas partículas), o núcleo pode constituir se de um monotongo ou ditongo, e consoantes codas são proibidas, exceto o coda fraco [ŋ] que pode acompanhar vogais nasais e o coda fraco [ʔ] que pode acompanhar o baixo tom rangente.

### Tons
O hmong é uma língua tonal que faz uso de sete tons distintos:
| Tom                              | Examplo        | Ortografia |
| -------------------------------- | -------------- | ---------- |
| Alto                             | /pɔ́/ "bola"    | pob        |
| Médio                            | /pɔ/ "baço"    | po         |
| Baixo                            | /pɔ̀/ "espinho" | pos        |
| Alto-decrescente                 | /pɔ̂/ "fêmea"   | poj        |
| Médio-crescente                  | /pɔ̌/ "jogar"   | pov        |
| Baixo decrescente (tom rangente) | /pɔ̰/ "ver"     | pom        |
| Médio-baixo (tom respirado)      | /pɔ̤/ "avó"     | pog        |

## Ortografia
O alfabeto popular romanizado (RPA) é a escrita mais amplamente usada para se escrever p hmong branco e o mong verde no Ocidente. Esse sistema foi desenvolvido no Laos entre 1951 e 1953 por três missionarios ocidentais com a ajuda de vários assistentes hmong. Muitos outros sistemas têm sido desenvolvidos. Incluindo outros sistemas que usam caracteres romanos como o pinyin chinês ou o alfabeto vietnamita. Há também o pahawh, um sistema de escrita único desenvolvido por Shong Lue Yang, um líder espiritual hmong do Laos que acreditava que essa escrita fora revelada por Deus.

### Escrita
A  língua Hmong  usa uma Escrita romanizada com 60 símbolos latinos para sons consoante (1, 2 ou 3 letras) e  14 para vogais (de (1, 2 letras), mais 6 para indicar tons (-b, -d, -g, -j, -m, -s; as letras b e j só aparecem para indicar tons); Essa escrita foi desenvolvida no Laos por missionários americanos nos anos 50.

## Gramática
O hmong é uma língua analítica SVO na qual os adjetivos e demonstrativos seguem o substantivo. Frases substantivas podem contar os seguintes elementos (parênteses indicam elementos opcionais):
(possessivo) + (quantificador) + (classificador) + substantivo + (adjetivo) + (demonstrativo)
O sistema pronominal do hmong distingue se entre três pessoas gramaticais e três números - singular, dual, e plural. Eles não são distinguidos por caso, isto é, a mesma palavra é usada para se traduzir tanto "eu" e "mim", "ela" e "ele", e assim por diante. Abaixo são mostrados os pronomes pessoais do hmong branco (hmoob dawb):
| Pessoa:  | Primeira | Segunda | Terceira |
| -------- | -------- | ------- | -------- |
| Singular | kuv      | koj     | nws      |
| Dual     | wb       | neb     | nkawd    |
| Plural   | peb      | nej     | lawv     |

## Amostras de texto
Hmong (Miao) de Guizhou nordeste:
Laix laix diangl dangt lol sob dab yangx ghax maix zit yef, niangb diot gid zenb nieef haib gid quaif lit gid nongd jus diel pinf denx. Nenx dol maix laib lix xent haib jox hvib vut, nenx dol nongt liek bed ut id xit deit dait.
Hmong (Miao) de Guizhou sudeste:
Leb leb nis zib youl nangs, mex ad sheit nangd zend yanl nhangs njanl lib. Mix mex lix xinb gaot liangt send, leb leb lies nhangs ghob nab ghob geud nangd.
Hmong (Miao) de Sichuan/Guizhou/Yunnan
Cuat lenx cuat dol bongb deul ndax dex douf muax zif youx, nyaob shout zunb yinx tab ndas dos id, dax zis ib suk. Nil buab daf lol jaox muax lid xinf hlub hout tab liangx xinb shab nzhuk, yinf gaib keuk suk gud dix mol lol nit jinb shenx lol shib daf shib hlad.
Português
Todos os seres humanos nascem livres e iguais em dignidade e direitos. São dotados de razão e consciência e devem agir em relação uns aos outros com espírito de fraternidade. (artigo 1º - Declaração Universal dos Direitos Humanos)

## Leitura
- Enwall, Joakim. Hmong Writing Systems in Vietnam: A Case Study of Vietnam's Minority Language Policy. Stockholm, Sweden: Center for Pacific Asian Studies, 1995.